# Heteropseudinca kilimandjaroensis
Heteropseudinca kilimandjaroensis är en skalbaggsart som beskrevs av Valck Lucassen 1933. Heteropseudinca kilimandjaroensis ingår i släktet Heteropseudinca och familjen Cetoniidae. Inga underarter finns listade i Catalogue of Life.